# René Huyghe
René Huyghe (Arras, 3 maggio 1906 – Parigi, 5 febbraio 1997) è stato uno scrittore francese.
Si occupò di estetica, storia dell'arte, psicologia dell'arte. Dal 1930 ebbe l'incarico di curatore del dipartimento di pittura del Museo del Louvre. Fu anche professore al Collège de France e nel 1960 nominato membro dell'Académie française. 

## Biografia
René Huyghe studiò filosofia ed estetica alla Sorbona e all'École du Louvre. A soli 30 anni, nel 1936, divenne professore all'École du Louvre. Fu il fondatore ed editore della riviste L'Amour de l'Art e Quadrige. René fu uno dei primi che in Francia ebbe l'idea di fare film riguardanti l'arte come ad esempio Rubens et son temps, film che vinse anche un premio alla Biennale di Venezia. Fondò l'International Federation of Films on Art.
Durante la seconda guerra mondiale organizzò l'evacuazione dei dipinti del Louvre nella zona controllata dal Governo di Vichy e si prese carico della loro protezione fino alla Liberazione. Nel 1950 occupa la cattedra di psicologia delle arti plastiche presso il Collège de France. 
Nel 1966 vinse il Premio Erasmo a L'Aia. Nel 1974 divenne direttore del Museo Jacquemart-André. In questo periodo incontrerà il filosofo giapponese Daisaku Ikeda. 
Tra i vari incarichi fu anche presidente nella commissione internazionale di esperti dell'UNESCO per salvare Venezia.